# Zerz

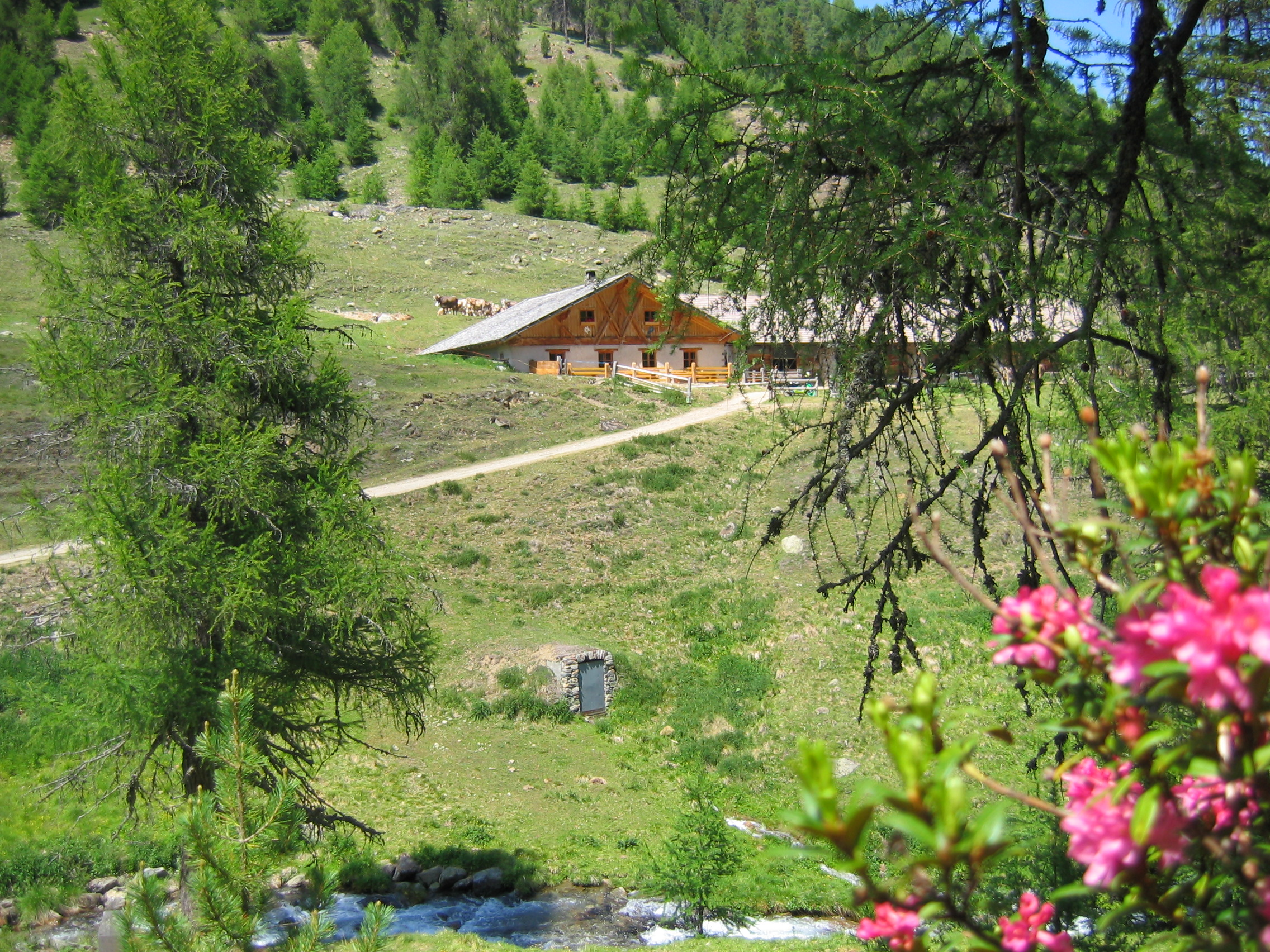
Bruggeralm in Zerz

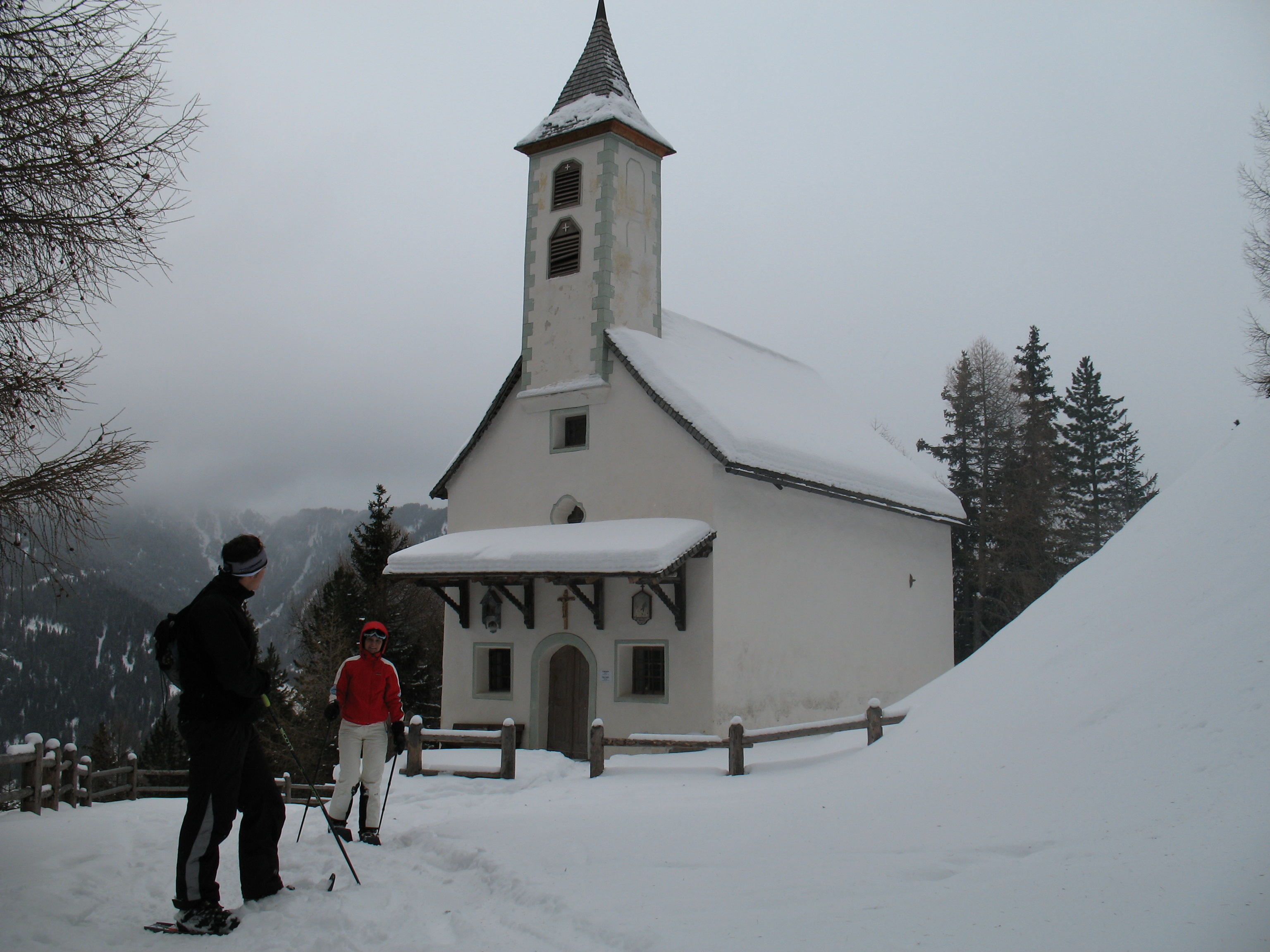
St. Martin in Zerz

Zerz, auch Zerzer Tal genannt, ist ein Seitental des Vinschgaus bzw. oberen Etschtals in Südtirol und gehört zur Malser Fraktion Burgeis. Das naturbelassene Hochtal, das am Haidersee in südwestliche Richtung in die Sesvennagruppe hinein abzweigt, gilt als eines der schönsten Täler des Obervinschgaus. In Zerz befinden sich die Bruggeralm, die Oberdörferalm sowie die Ruinen der Kircheralm. Nach der Bruggeralm teilt sich das Tal am Kamm der Vernungspitzen in das nach Südwesten strebende Oberdorfertal, das in einer flachen Scharte (2338 m) ins Schlinigtal übergeht, und das gegen Nordwesten Richtung Rojental führende  Kirchbergtal, an dessen Schluss sich der Piz Rasass (2941 m) über dem gleichnamigen See erhebt.
Am Taleingang befindet sich die St.-Martins-Kapelle, an der zwei Tafeln mit Schaubildern der Sagen und Legenden angebracht sind.
Zerz ist von St. Valentin auf der Haide sowie vom Watles, von Rojen und von Schlinig aus erreichbar.

## Sagen
- Die Bäuerin vom Zerzerhof
- Die Legende, wie Zerz von St. Valentin auf der Haide zum Burgeiser Besitz übertrat
- Der Jäger vom Zerzerwald
- Die Schmuggler von Zerz
- Der Hirte von Zerz